# Jay Lamoureux
Jay Lamoureux (Victoria, 13 augustus, 1995) is een Canadees baanwielrenner die in 2021 deelnam aan de Olympische Zomerspelen in Tokio. Hier werd hij samen met Vincent De Haitre, Michael Foley en Derek Gee vijfde op de ploegenachtervolging.

## Palmares
| Jaar      | CK                                                       | P-AK                                 | WK                                         | Overige                                    |
| Als elite | Als elite                                                | Als elite                            | Als elite                                  | Als elite                                  |
| --------- | -------------------------------------------------------- | ------------------------------------ | ------------------------------------------ | ------------------------------------------ |
| 2015      | koppelkoers · achtervolging · 6e omnium · 9e 1km tijdrit |                                      |                                            |                                            |
| 2016      | achtervolging                                            | achtervolging · ploegenachtervolging |                                            |                                            |
| 2017      |                                                          | ploegenachtervolging · achtervolging | 19e achtervolging                          |                                            |
| 2018      | achtervolging · 8e 1km tijdrit                           |                                      | 8e ploegenachtervolging                    | Gemenebestspelen: · ploegenachtervolging   |
| 2019      | achtervolging · 7e omnium · 8e 1km tijdrit               | ploegenachtervolging · achtervolging | 4e ploegenachtervolging                    |                                            |
| 2020      |                                                          |                                      | 11e ploegenachtervolging 12e achtervolging |                                            |
| 2021      |                                                          |                                      |                                            | Olympische Spelen: 5e ploegenachtervolging |